# Кызылбалхаш
Кызылбалха́ш — перевал, расположен в северной части Шапшальского хребта на стыке границ республик Тыва, Алтай и Хакасия (абсолютная высота — 2213 м).
Через перевал проходит вьючная тропа из Республики Тыва в Горный Алтай. Открыт с июня по сентябрь. На северном склоне берет начало река Чибит (бассейн реки Малый Абакан).